# 积分方程
积分方程是含有对未知函数的积分运算的方程，与微分方程相对。许多数学物理问题需通过积分方程或微分方程求解。
积分方程最基本的形式为第一类弗里德霍姆方程：
{\displaystyle f(x)=\int _{a}^{b}K(x,t)\,\phi (t)\,dt,}
其中，{\displaystyle f}和{\displaystyle K}已知，{\displaystyle K}又称核函数，{\displaystyle \phi }为所求未知函数。积分上下限{\displaystyle a}，{\displaystyle b}为常量。
如未知函数同时出现在积分符号内外，则该方程称作第二类弗里德霍姆方程：：
{\displaystyle \phi (x)=f(x)+\lambda \int _{a}^{b}K(x,t)\,\phi (t)\,dt,}
{\displaystyle \lambda }作为未知因子，起到与线性代数中特征值类似的作用。
如果积分上限或下限为变量，则该方程称为伏尔泰拉方程。第一类和第二类伏尔泰拉方程有下述形式：
{\displaystyle f(x)=\int _{a}^{x}K(x,t)\,\phi (t)\,dt,}
{\displaystyle \phi (x)=f(x)+\lambda \int _{a}^{x}K(x,t)\,\phi (t)\,dt,}
如果{\displaystyle f}始终为{\displaystyle 0}，以上所有方程称为齐次，否则，称为非齐次。